# Chris Otule
Christopher Chukwunonso Otule, detto Chris (Houston, 4 gennaio 1990), è un cestista statunitense naturalizzato nigeriano, professionista in Europa.